# Pseudomuriella
Pseudomuriella, rod zelenih algi jedini u porodici Pseudomuriellaceae, dio reda Sphaeropleales. Postoje četiri priznate vrste, a tipična je Pseudomuriella aurantiaca, koja je kao Muriella aurantiaca prvi puta opisana 1936. i okarakterizirana kao slatkovodna vrsta iz Švicarske. Ostale tri vrste su terestrijalne

## Vrste
1. Pseudomuriella aurantiaca (W.Vischer) N.Hanagata - tipična
2. Pseudomuriella cubensis K.Fuciková, J.C.Rada, A.Lukesová & L.A.Lewis
3. Pseudomuriella engadinensis (Kol & F.Chodat) Fuciková, Rada & L.A.Lewis
4. Pseudomuriella schumacherensis Fuciková, Rada & L.A.Lewis